# Horia, Constanța
Horia là một xã ở hạt Constanţa, România.
Xã này có 3 làng:
- Horia (tên lịch sử: Musubei, tiếng Thổ Nhĩ Kỳ: Musubey) - được đặt tên theo Vasile Ursu Nicola, cũng gọi là Horea, một trong những lãnh đạo khởi nghĩa nông dân 1784-1785 ở Transilvania
- Cloşca (tên lịch sử: Musul) - được đặt tên theo Ion Oargă, cũng có tên là Cloşca, một trong những lãnh đạo khởi nghĩa nông dân 1784-1785 ở Transilvania
- Tichileşti